# Muránska Zdychava
Muránska Zdychava este o comună slovacă, aflată în districtul Revúca din regiunea Banská Bystrica. Localitatea se află la altitudinea de 520 m deasupra n.m., se întinde pe o suprafață de 28,58 km2 și în 2017 număra 248 de locuitori. Se învecinează cu comuna Muránska Huta.

## Istoric
Localitatea Muránska Zdychava este atestată documentar din 1427.

## Demografie
| An:                | 1994 | 2004   | 2014    | 2024   |
| ------------------ | ---- | ------ | ------- | ------ |
| Număr de persoane: | 304  | 293    | 250     | 218    |
| Diferență:         |      | −3,61% | −14,67% | −12,8% |

| An:                | 2023 | 2024   |
| ------------------ | ---- | ------ |
| Număr de persoane: | 219  | 218    |
| Diferență:         |      | −0,45% |